# Гайова вулиця (Дніпро)
Гайова вулиця — вулиця в Самарському районі Дніпра в місцевостях Ігрень (власне, через катеринославське селище — Нижньо-Катерининське) і Ксенівка. За радянської доби вулиця писалася за російською транскрипцією — Рощинська.
Вулиця бере початок від вулиці Сержанта Литвищенка; йде на південний схід; переходить шляхопроводом на залізницею й закінчується на Роз'їзній вулиці.
Довжина вулиці — 1300 метрів.
Вулицею йде територіальний автошлях Т 0401.

## Перехрестя
- вулиця Сержанта Литвищенка
- вулиця Дитинства
- Щоглова вулиця
- вулиця Гвая
- вулиця Туполєва
- Апостолівська вулиця
- Гайовий провулок
- Святогірська вулиця
- вулиця Тарасова
- Ігренський провулок
- Біловодська вулиця
- Липнева вулиця
- Червнева вулиця
- вулиця Поповича
- Гайовий тупик
- провулок Миколаєва
- вулиця Ветеранів
- Роз'їзна вулиця

## Будівлі
- № 51 — Укрпошта 49115; філія №15 Дніпровської міської бібліотеки[1][2];
- № 53 — Храм Святих Царствених мучеників і страстотерпців і ікони Божої Матері УПЦ (МП)
- № 78 - Дільничий пункт міліції № 9 Самарського районного відділу управління МВС